# Lista secretarilor de stat ai Statelor Unite ale Americii
Poziția de secretar de stat al Statelor Unite ale Americii a fost deja ocupată de 67 de persoane diferite, dintre care primul este Thomas Jefferson și cel mai recent Mike Pompeo, aflat în prezent în funcție. Secretarul de stat este numit de către Președintele Statelor Unite, cu aprobarea Senatului, fiind parte a Cabinetului prezidențial.
Conform constituției, secretarul de stat este consilierul șef al președintelui pentru afaceri internaționale și șeful Departamentului de Stat, creat în 1789 de către Congres. Funcțiile sale principale nu s-au schimbat mult de la crearea postului, și constau în principal în conducerea negocierilor internaționale în numele Statelor Unite ale Americii, asistă președintele în alegerea de ambasadori, miniștri și consuli, reprezintă țara la conferințe, organizații și agenții internaționale, comunică probleme privind politica internațională a guvernului federal față de Congres și cetățeni și supraveghează Serviciul de Externe.
Secretarul de Stat are, de asemenea, unele responsabilități interne, care includ custodia Marelui Sigiliu, pregătește unele declarații ale președintelui, publicarea de tratate și acorduri internaționale, să țină o evidență a relațiilor internaționale ale țării și va servi ca un canal de comunicare între guvernul federal și guvernele de stat privind extrădarea fugarilor din alte țări.
Dintre toți secretarii de stat, Daniel Webster și James G. Blaine sunt singurii care au ocupat poziția în două ocazii diferite. Webster a fost secretar prima dată între anii 1841 și 1843 în timpul președinților William Henry Harrison și John Tyler, iar apoi între 1850 și 1852 sub Millard Fillmore. Blaine a fost secretar pentru prima dată din martie-septembrie 1881 în timpul președinției lui James A. Garfield și primele luni ale Chester A. Arthur, iar mai târziu între 1889 și 1892 sub Benjamin Harrison. Timp de unsprezece ani, din 1933 până în 1944 sub Franklin D. Roosevelt, Cordell Hull a avut cel mai lung mandat din istorie. Elihu B. Washburne a fost cel care a ocupat poziția pentru cel mai puțin timp, doar unsprezece zile ale lunii martie 1869, la începutul mandatului lui Ulysses S. Grant.

## Lista secretarilor de stat
Partide
     Neafiliat
     Federalist
     Democrat-Republican
     Democrat
     Whig
     Republican
Statut
     Denotă un secretar de stat interimar
| Nr. | Imagine                    | Nume                                                                             | Statul de reședință  | Început mandat     | Sfârșit mandat       | Președinte   | Președinte             |
| --- | -------------------------- | -------------------------------------------------------------------------------- | -------------------- | ------------------ | -------------------- | ------------ | ---------------------- |
| -   | John Jay                   | John Jay[A] ca Secretar pentru afacerile externe ale Statelor Unite ale Americii | New York             | 26 septembrie 1789 | 22 martie 1790       |              | George Washington      |
| 1   | Thomas Jefferson           | Thomas Jefferson[M]                                                              | Virginia             | 22 martie 1790     | 31 decembrie 1793    |              | George Washington      |
| 2   | Edmund Randolph            | Edmund J. Randolph                                                               | Virginia             | 2 ianuarie 1794    | 20 august 1795       |              | George Washington      |
| 3   | Timothy Pickering          | Timothy Pickering                                                                | Pennsylvania         | 20 august 1795     | 10 decembrie 1795[B] |              | George Washington      |
| 3   | Timothy Pickering          | Timothy Pickering                                                                | Pennsylvania         | 10 decembrie 1795  | 4 martie 1797        |              | George Washington      |
| 3   | Timothy Pickering          | Timothy Pickering                                                                | Pennsylvania         | 4 martie 1797      | 12 mai 1800          |              | John Adams             |
| -   |                            | Charles Lee[C] (interimar)                                                       | Virginia             | 13 mai 1800        | 5 iunie 1800         |              | John Adams             |
| 4   | John Marshall              | John Marshall                                                                    | Virginia             | 13 iunie 1800      | 4 martie 1801        |              | John Adams             |
| -   |                            | Levi Lincoln, Sr.[C] (interimar)                                                 | Massachusetts        | 5 martie 1801      | 1 mai 1801           |              | Thomas Jefferson       |
| 5   | James Madison              | James Madison[M]                                                                 | Virginia             | 2 mai 1801         | 3 martie 1809        |              | Thomas Jefferson       |
| 6   | Robert Smith               | Robert Smith                                                                     | Maryland             | 6 martie 1809      | 1 aprilie 1811       |              | James Madison          |
| 7   | James Monroe               | James Monroe[M]                                                                  | Virginia             | 2 aprilie 1811     | 30 septembrie 1814   |              | James Madison          |
| 7   | James Monroe               | James Monroe[M]                                                                  | Virginia             | 30 septembrie 1814 | 28 februarie 1815[B] |              | James Madison          |
| 7   | James Monroe               | James Monroe[M]                                                                  | Virginia             | 28 februarie 1815  | 3 martie 1817        |              | James Madison          |
| -   |                            | John Graham (interimar)                                                          | Kentucky             | 4 martie 1817      | 9 martie 1817        |              | James Monroe           |
| -   |                            | Richard Rush[C] (interimar)                                                      | Pennsylvania         | 10 martie 1817     | 22 septembrie 1817   |              | James Monroe           |
| 8   | John Quincy Adams          | John Quincy Adams[M]                                                             | Massachusetts        | 5 martie 1817      | 3 martie 1825        |              | James Monroe           |
| -   |                            | Daniel Brent (interimar)                                                         |                      | 4 martie 1825      | 7 martie 1825        |              | John Quincy Adams      |
| 9   | Henry Clay                 | Henry Clay                                                                       | Kentucky             | 7 martie 1825      | 3 martie 1829        |              | John Quincy Adams      |
| -   |                            | James A. Hamilton (interimar)                                                    | New York             | 4 martie 1829      | 27 martie 1829       |              | Andrew Jackson         |
| 10  | Martin Van Buren           | Martin Van Buren[M]                                                              | New York             | 28 martie 1829     | 23 mai 1831          |              | Andrew Jackson         |
| 11  | Edward Livingston          | Edward Livingston                                                                | Louisiana            | 24 mai 1831        | 29 mai 1833          |              | Andrew Jackson         |
| 12  | Louis McLane               | Louis McLane                                                                     | Delaware             | 29 mai 1833        | 30 iunie 1834        |              | Andrew Jackson         |
| 13  | John Forsyth               | John Forsyth                                                                     | Georgia              | 1 iulie 1834       | 4 martie 1837        |              | Andrew Jackson         |
| 13  | John Forsyth               | John Forsyth                                                                     | Georgia              | 4 martie 1837      | 3 martie 1841        |              | Martin Van Buren       |
| -   |                            | Jacob L. Martin (interimar)                                                      |                      | 4 martie 1841      | 5 martie 1841        |              | William Harrison       |
| 14  | Daniel Webster             | Daniel Webster                                                                   | Massachusetts        | 6 martie 1841      | 4 aprilie 1841       |              | William Harrison       |
| 14  | Daniel Webster             | Daniel Webster                                                                   | Massachusetts        | 8 aprilie 1841     | 8 mai 1843           |              | John Tyler             |
| -   |                            | Hugh S. Legaré (interimar)                                                       | South Carolina       | 9 mai 1843         | 20 iunie 1843        |              | John Tyler             |
| -   |                            | William S. Derrick (interimar)                                                   |                      | 21 iunie 1843      | 23 iunie 1843        |              | John Tyler             |
| 15  | Abel P. Upshur             | Abel P. Upshur                                                                   | Virginia             | 24 iunie 1843      | 23 iulie 1843[D]     |              | John Tyler             |
| 15  | Abel P. Upshur             | Abel P. Upshur                                                                   | Virginia             | 24 iulie 1843      | 28 februarie 1844    |              | John Tyler             |
| -   | John Nelson                | John Nelson[C] (interimar)                                                       | Maryland             | 29 februarie 1844  | 31 martie 1844       |              | John Tyler             |
| 16  | John C. Calhoun            | John C. Calhoun                                                                  | South Carolina       | 1 aprilie 1844     | 10 martie 1845[E]    |              | John Tyler             |
| 17  | James Buchanan             | James Buchanan[M]                                                                | Pennsylvania         | 10 martie 1845     | 7 martie 1849[E]     |              | James K. Polk[E]       |
| 18  | John M. Clayton            | John M. Clayton                                                                  | Delaware             | 8 martie 1849      | 9 iulie 1850         |              | Zachary Taylor         |
| 18  | John M. Clayton            | John M. Clayton                                                                  | Delaware             | 9 iulie 1850       | 22 iulie 1850        |              | Millard Fillmore       |
| 19  | Daniel Webster             | Daniel Webster                                                                   | Massachusetts        | 23 iulie 1850      | 24 octombrie 1852    |              | Millard Fillmore       |
| -   |                            | Charles M. Conrad[B] (interimar)                                                 | Louisiana            | 25 octombrie 1852  | 5 noiembrie 1852     |              | Millard Fillmore       |
| 20  | Edward Everett             | Edward Everett                                                                   | Massachusetts        | 6 noiembrie 1852   | 3 martie 1853        |              | Millard Fillmore       |
| -   |                            | William Hunter[F] (interimar)                                                    | Rhode Island         | 4 martie 1853      | 7 martie 1853        |              | Franklin Pierce        |
| 21  | William L. Marcy           | William L. Marcy                                                                 | New York             | 7 martie 1853      | 6 martie 1857[E]     |              | Franklin Pierce        |
| 22  | Lewis Cass                 | Lewis Cass                                                                       | Michigan             | 6 martie 1857      | 14 decembrie 1860    |              | James Buchanan         |
| -   |                            | William Hunter (interimar)                                                       | Rhode Island         | 15 decembrie 1860  | 16 decembrie 1860    |              | James Buchanan         |
| 23  | Jermiah S. Black           | Jeremiah S. Black                                                                | Pennsylvania         | 17 decembrie 1860  | 5 martie 1861[E]     |              | James Buchanan         |
| 24  | William M. Seward          | William H. Seward                                                                | New York             | 5 martie 1861      | 15 aprilie 1865      |              | Abraham Lincoln        |
| 24  | William M. Seward          | William H. Seward                                                                | New York             | 15 aprilie 1865    | 4 martie 1869        |              | Andrew Johnson         |
| 25  | Elihu B. Washburne         | Elihu B. Washburne                                                               | Illinois             | 5 martie 1869      | 16 martie 1869       |              | Ulysses S. Grant       |
| 26  | Hamilton Fish              | Hamilton Fish                                                                    | New York             | 17 martie 1869     | 12 martie 1877[E]    |              | Ulysses S. Grant       |
| 27  | William M. Evarts          | William M. Evarts                                                                | New York             | 12 martie 1877     | 7 martie 1881        |              | Rutherford B. Hayes[E] |
| 28  | James G. Blaine            | James G. Blaine                                                                  | Maine                | 7 martie 1881      | 19 septembrie 1881   |              | James A. Garfield      |
| 28  | James G. Blaine            | James G. Blaine                                                                  | Maine                | 19 septembrie 1881 | 19 decembrie 1881    |              | Chester A. Arthur      |
| 29  | Frederick T. Frelinghuysen | Frederick T. Frelinghuysen                                                       | New Jersey           | 19 decembrie 1881  | 6 martie 1885[E]     |              | Chester A. Arthur      |
| 30  | Thomas F. Bayard           | Thomas F. Bayard, Sr.                                                            | Delaware             | 7 martie 1885      | 6 martie 1889        |              | Grover Cleveland[E]    |
| 31  | James G. Blaine            | James G. Blaine                                                                  | Maine                | 7 martie 1889      | 4 iunie 1892         |              | Benjamin Harrison      |
| -   |                            | William F. Wharton[G] (interimar)                                                | Massachusetts        | 4 iunie 1892       | 29 iunie 1892        |              | Benjamin Harrison      |
| 32  | John W. Foster             | John W. Foster                                                                   | Indiana              | 29 iunie 1892      | 23 februarie 1893    |              | Benjamin Harrison      |
| -   |                            | William F. Wharton[G] (interimar)                                                | Massachusetts        | 24 februarie 1893  | 6 martie 1893        |              | Benjamin Harrison      |
| -   | Grover Cleveland           | William F. Wharton[G] (interimar)                                                | Massachusetts        | 24 februarie 1893  | 6 martie 1893        |              |                        |
| 33  | Walter Q. Gresham          | Walter Q. Gresham                                                                | Illinois             | 7 martie 1893      | 28 mai 1895          |              |                        |
| -   |                            | Edwin F. Uhl[G] (interimar)                                                      | Michigan             | 28 mai 1895        | 9 iunie 1895         |              |                        |
| 34  | Richard Olney              | Richard Olney                                                                    | Massachusetts        | 10 iunie 1895      | 5 martie 1897[E]     |              |                        |
| 35  | John Sherman               | John Sherman                                                                     | Ohio                 | 6 martie 1897      | 27 aprilie 1898      |              | William McKinley       |
| 36  | William R. Day             | William R. Day                                                                   | Ohio                 | 28 aprilie 1898    | 16 septembrie 1898   |              | William McKinley       |
| -   |                            | Alvey A. Adee[H] (interimar)                                                     | New York             | 17 septembrie 1898 | 29 septembrie 1898   |              | William McKinley       |
| 37  | John Hay                   | John M. Hay                                                                      | District of Columbia | 30 septembrie 1898 | 14 septembrie 1901   |              | William McKinley       |
| 37  | John Hay                   | John M. Hay                                                                      | District of Columbia | 14 septembrie 1901 | 1 iulie 1905         |              | Theodore Roosevelt     |
| -   |                            | Francis B. Loomis[G] (interimar)                                                 | Ohio                 | 1 iulie 1905       | 18 iulie 1905        |              | Theodore Roosevelt     |
| 38  | Elihu Root                 | Elihu Root                                                                       | New York             | 19 iulie 1905      | 27 ianuarie 1909     |              | Theodore Roosevelt     |
| 39  | Robert Bacon               | Robert Bacon                                                                     | New York             | 27 ianuarie 1909   | 5 martie 1909[E]     |              | Theodore Roosevelt     |
| 40  | Philander C. Knox          | Philander C. Knox                                                                | Pennsylvania         | 6 martie 1909      | 5 martie 1913        |              | William Howard Taft[E] |
| 41  | William Jennings Bryan     | William Jennings Bryan                                                           | Nebraska             | 5 martie 1913      | 9 iunie 1915         |              | Woodrow Wilson         |
| 42  | Robert Lansing             | Robert Lansing                                                                   | New York             | 9 iunie 1915       | 23 iunie 1915        |              | Woodrow Wilson         |
| 42  | Robert Lansing             | Robert Lansing                                                                   | New York             | 24 iunie 1915      | 13 februarie 1920    |              | Woodrow Wilson         |
| -   | Frank Polk                 | Frank Polk[I] (interimar)                                                        | New York             | 14 februarie 1920  | 12 martie 1920       |              | Woodrow Wilson         |
| 43  | Bainbridge Colby           | Bainbridge Colby                                                                 | New York             | 23 martie 1920     | 4 martie 1921        |              | Woodrow Wilson         |
| 44  | Charles Evans Hughes       | Charles Evans Hughes                                                             | New York             | 5 martie 1921      | 2 august 1923        |              | Warren G. Harding      |
| 44  | Charles Evans Hughes       | Charles Evans Hughes                                                             | New York             | 2 august 1923      | 4 martie 1925        |              | Calvin Coolidge        |
| 45  | Frank B. Kellogg           | Frank B. Kellogg                                                                 | Minnesota            | 5 martie 1925      | 4 martie 1929        |              | Calvin Coolidge        |
| 45  | Frank B. Kellogg           | Frank B. Kellogg                                                                 | Minnesota            | 4 martie 1929      | 28 martie 1929       |              | Herbert Hoover         |
| 46  | Henry L. Stimson           | Henry L. Stimson                                                                 | New York             | 28 martie 1929     | 4 martie 1933        |              | Herbert Hoover         |
| 47  | Cordell Hull               | Cordell Hull                                                                     | Tennessee            | 4 martie 1933      | 30 noiembrie 1944    |              | Franklin D. Roosevelt  |
| 48  | Edward R. Stettinius, Jr.  | Edward R. Stettinius, Jr.                                                        | Virginia             | 1 decembrie 1944   | 12 aprilie 1945      |              | Franklin D. Roosevelt  |
| 48  | Edward R. Stettinius, Jr.  | Edward R. Stettinius, Jr.                                                        | Virginia             | 12 aprilie 1945    | 27 iunie 1945        |              | Harry S. Truman        |
| -   |                            | Joseph Grew[I] (interimar)                                                       | New Hampshire        | 28 iunie 1945      | 3 iulie 1945         |              | Harry S. Truman        |
| 49  | James F. Byrnes            | James F. Byrnes                                                                  | South Carolina       | 3 iulie 1945       | 21 ianuarie 1947     |              | Harry S. Truman        |
| 50  | George C. Marshall         | George C. Marshall                                                               | Pennsylvania         | 21 ianuarie 1947   | 20 ianuarie 1949     |              | Harry S. Truman        |
| 51  | Dean G. Acheson            | Dean G. Acheson                                                                  | Connecticut          | 21 ianuarie 1949   | 20 ianuarie 1953     |              | Harry S. Truman        |
| -   |                            | Harrison F. Matthews[J] (interimar)                                              | Maryland             | 20 ianuarie 1953   | 21 ianuarie 1953     |              | Dwight D. Eisenhower   |
| 52  | John Foster Dulles         | John Foster Dulles                                                               | New York             | 21 ianuarie 1953   | 22 aprilie 1959      |              | Dwight D. Eisenhower   |
| 53  | Christian A. Herter        | Christian A. Herter                                                              | Massachusetts        | 22 aprilie 1959    | 20 ianuarie 1961     |              | Dwight D. Eisenhower   |
| -   |                            | Livingston T. Merchant (interimar)                                               | District of Columbia | 20 ianuarie 1961   | 21 ianuarie 1961     |              | John F. Kennedy        |
| 54  | Dean Rusk                  | Dean Rusk                                                                        | New York             | 21 ianuarie 1961   | 22 noiembrie 1963    |              | John F. Kennedy        |
| 54  | Dean Rusk                  | Dean Rusk                                                                        | New York             | 22 noiembrie 1963  | 20 ianuarie 1969     |              | Lyndon B. Johnson      |
| -   |                            | Charles E. Bohlen (interimar)                                                    | Washington, DC       | 20 ianuarie 1969   | 22 ianuarie 1969     |              | Richard Nixon          |
| 55  | William P. Rogers          | William P. Rogers                                                                | Maryland             | 22 ianuarie 1969   | 3 septembrie 1973    |              | Richard Nixon          |
| -   |                            | Kenneth Rush (interimar)                                                         | Florida              | 3 septembrie 1973  | 22 septembrie 1973   |              | Richard Nixon          |
| 56  | Henry A. Kissinger         | Henry A. Kissinger                                                               | District of Columbia | 22 septembrie 1973 | 9 august 1974        |              | Richard Nixon          |
| 56  | Henry A. Kissinger         | Henry A. Kissinger                                                               | District of Columbia | 9 august 1974      | 20 ianuarie 1977     |              | Gerald Ford            |
| -   |                            | Philip Habib (interimar)                                                         | California           | 20 ianuarie 1977   | 23 ianuarie 1977     |              | Jimmy Carter           |
| 57  | Cyrus R. Vance             | Cyrus R. Vance                                                                   | New York             | 23 ianuarie 1977   | 28 aprilie 1980      |              | Jimmy Carter           |
| -   |                            | Warren Christopher[K] (interimar)                                                | California           | 28 aprilie 1980    | 2 mai 1980           |              | Jimmy Carter           |
| -   |                            | David D. Newsom[L] (interimar)                                                   |                      | 2 mai 1980         | 3 mai 1980           |              | Jimmy Carter           |
| -   |                            | Richard N. Cooper[N] (interimar)                                                 |                      | 3 mai 1980         |                      |              | Jimmy Carter           |
| -   |                            | David D. Newsom[L] (interimar)                                                   |                      | 3 mai 1980         | 4 mai 1980           |              | Jimmy Carter           |
| -   |                            | Warren Christopher[K] (interimar)                                                | California           | 4 mai 1980         | 8 mai 1980           |              | Jimmy Carter           |
| 58  | Edmund S. Muskie           | Edmund S. Muskie                                                                 | Maine                | 8 mai 1980         | 20 ianuarie 1981     |              | Jimmy Carter           |
| 59  | Alexander M. Haig, Jr.     | Alexander M. Haig, Jr.                                                           | Connecticut          | 22 ianuarie 1981   | 5 iulie 1982         |              | Ronald Reagan          |
| -   | Walter John Stoessel       | Walter J. Stoessel[K] (interimar)                                                | California           | 5 iulie 1982       | 16 iulie 1982        |              | Ronald Reagan          |
| 60  | George P. Shultz           | George P. Shultz                                                                 | California           | 16 iulie 1982      | 20 ianuarie 1989     |              | Ronald Reagan          |
| -   |                            | Michael Armacost[L] (interimar)                                                  | Maryland             | 20 ianuarie 1989   | 25 ianuarie 1989     |              | George H. W. Bush      |
| 61  | James A. Baker             | James A. Baker                                                                   | Texas                | 25 ianuarie 1989   | 23 august 1992       |              | George H. W. Bush      |
| 62  | Lawrence S. Eagleburger    | Lawrence S. Eagleburger                                                          | Florida              | 23 august 1992     | 8 decembrie 1992[K]  |              | George H. W. Bush      |
| 62  | Lawrence S. Eagleburger    | Lawrence S. Eagleburger                                                          | Florida              | 8 decembrie 1992   | 20 ianuarie 1993     |              | George H. W. Bush      |
| -   |                            | Arnold Kanter[L] (interimar)                                                     | Virginia             | 20 ianuarie 1993   |                      | Bill Clinton |                        |
| -   |                            | Frank G. Wisner[O] (interimar)                                                   |                      | 20 ianuarie 1993   |                      | Bill Clinton |                        |
| 63  | Warren M. Christopher      | Warren M. Christopher                                                            | California           | 20 ianuarie 1993   | 17 ianuarie 1997     | Bill Clinton |                        |
| 64  | Madeline K. Albright       | Madeline K. Albright                                                             | District of Columbia | 23 ianuarie 1997   | 20 ianuarie 2001     | Bill Clinton |                        |
| 65  | Colin L. Powell            | Colin L. Powell                                                                  | New York             | 20 ianuarie 2001   | 26 ianuarie 2005     |              | George W. Bush         |
| 66  | Condoleezza Rice           | Condoleezza Rice                                                                 | California           | 26 ianuarie 2005   | 20 ianuarie 2009     |              | George W. Bush         |
| -   |                            | William Joseph Burns (interimar)                                                 | District of Columbia | 20 ianuarie 2009   | 21 ianuarie 2009     |              | Barack Obama           |
| 67  | Hillary Clinton            | Hillary Clinton                                                                  | New York             | 21 ianuarie 2009   | 1 februarie 2013     |              | Barack Obama           |
| 68  | John F. Kerry              | John F. Kerry                                                                    | Massachusetts        | 1 februarie 2013   | 20 ianuarie 2017     |              | Barack Obama           |
| 69  | Rex Tillerson              | Rex Tillerson                                                                    | Texas                | 1 februarie 2017   | 26 aprilie 2018      |              | Donald Trump           |
| 70  | Mike Pompeo                | Mike Pompeo                                                                      | California           | 26 aprilie 2018    | 20 ianuarie 2021     |              | Donald Trump           |
| -   |                            | Daniel Bennett Smith (interimar)                                                 | Virginia             | 20 ianuarie 2021   | 26 ianuarie 2021     |              | Joe Biden              |
| 71  | Hillary Clinton            | Antony Blinken                                                                   | New York             | 26 ianuarie 2021   |                      |              | Joe Biden              |

## Foști secretari de stat în viață
În prezent sunt 9 foști secretari de stat în viață. Cel mai recent deces al unui secretar de stat a fost moartea lui George P. Shultz (1982–1989), pe 6 februarie 2021.
| Nume               | În oficiu | Data nașterii și vârsta       |
| ------------------ | --------- | ----------------------------- |
| Henry A. Kissinger | 1973–1977 | 27 mai 1923 (101 ani)         |
| James A. Baker     | 1989–1992 | 28 aprilie 1930 (94 de ani)   |
| Madeleine Albright | 1997–2001 | 15 mai 1937 (87 de ani)       |
| Colin L. Powell    | 2001–2005 | 5 aprilie 1937 (87 de ani)    |
| Condoleezza Rice   | 2005–2009 | 14 noiembrie 1954 (70 de ani) |
| Hillary Clinton    | 2009–2013 | 26 octombrie 1947 (77 de ani) |
| John F. Kerry      | 2013–2017 | 11 decembrie 1943 (81 de ani) |
| Rex Tillerson      | 2017–2018 | 23 martie 1952 (73 de ani)    |
| Mike Pompeo        | 2018–2021 | 30 decembrie 1963 (61 de ani) |